# Saint-Brice-Courcelles
Saint-Brice-Courcelles ist eine französische Gemeinde im Nordosten des Landes mit 3546 Einwohnern (Stand: 1. Januar 2022). Es befindet sich im Département Marne in der Region Grand Est. Saint-Brice-Courcelles gehört zum Arrondissement Reims und ist Teil des Kantons Reims-5. Die Einwohner der Gemeinde werden Bricocorcéliens genannt.

## Geografische Lage
Saint-Brice-Courcelles liegt im Zentrum der Champagne als banlieue am nordwestlichen Rand von Reims. Die westliche Grenze der Gemeinde bildet der Fluss Vesle, die östliche Grenze der Canal de l’Aisne à la Marne. Umgeben wird Saint-Brice-Courcelles von den Nachbargemeinden Saint-Thierry im Norden, Reims im Osten, Tinqueux im Süden, Champigny im Westen sowie Merfy im Nordwesten.
Durch die Gemeinde führen die Autoroute A4 und die Autoroute A26.

## Geschichte
Während der Revolutionsjahre (1790–1794) trug die Gemeinde sowohl den Namen Liberté-sur-Vesle als auch Montriqueux.

### Bevölkerungsentwicklung
| Jahr      | 1962 | 1968 | 1975 | 1982 | 1990 | 1999 | 2006 | 2011 | 2018 |
| Einwohner | 1531 | 1553 | 1773 | 2425 | 3356 | 3527 | 3375 | 3414 | 3442 |

## Sehenswürdigkeiten

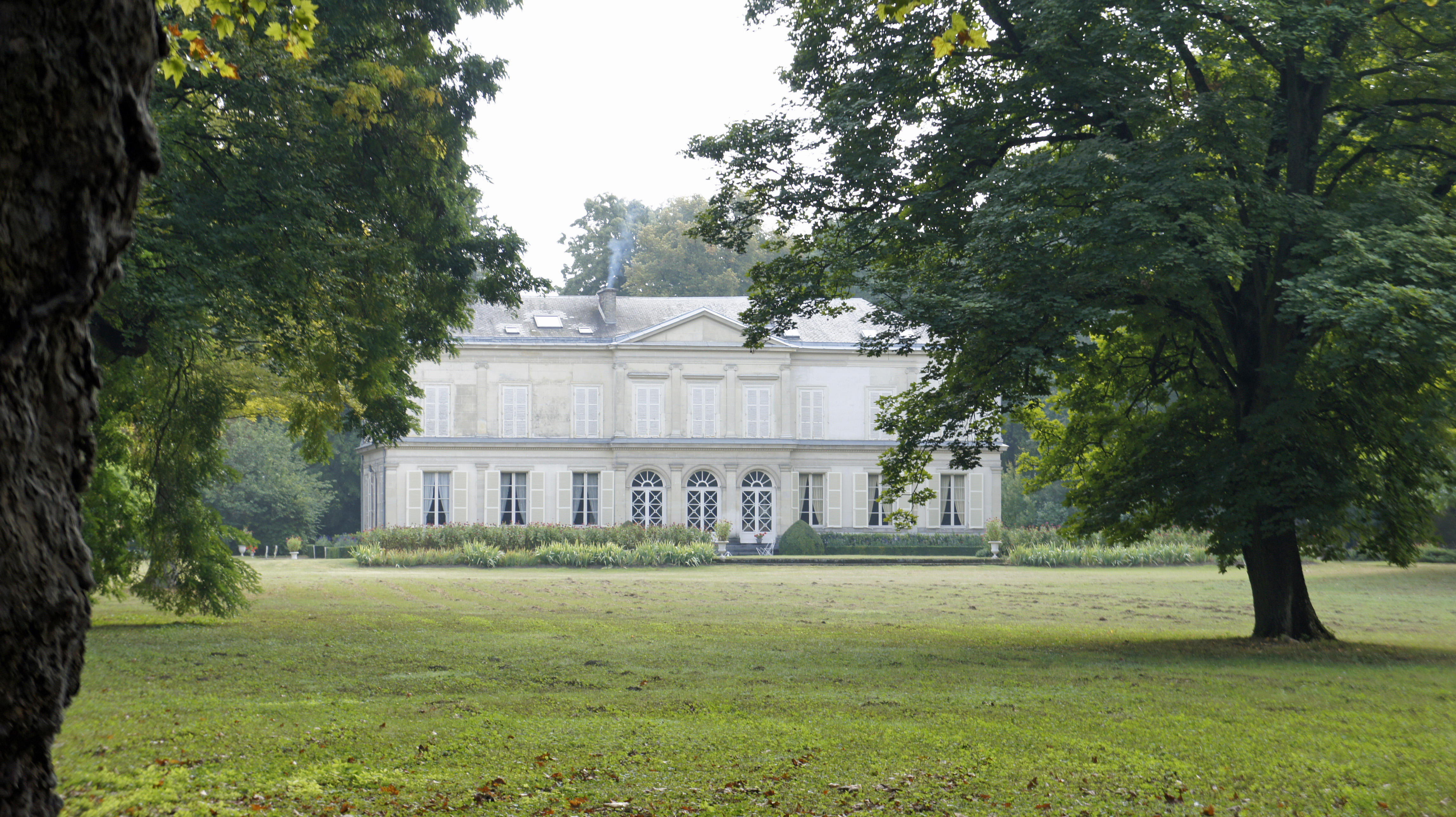
Schloss Courcelles

- Schloss Courcelles mit Park, 1920 umfangreich restauriert, seit 1999 Monument historique
- Schloss Malle, durch ein Feuer 1975 fast vollständig zerstört

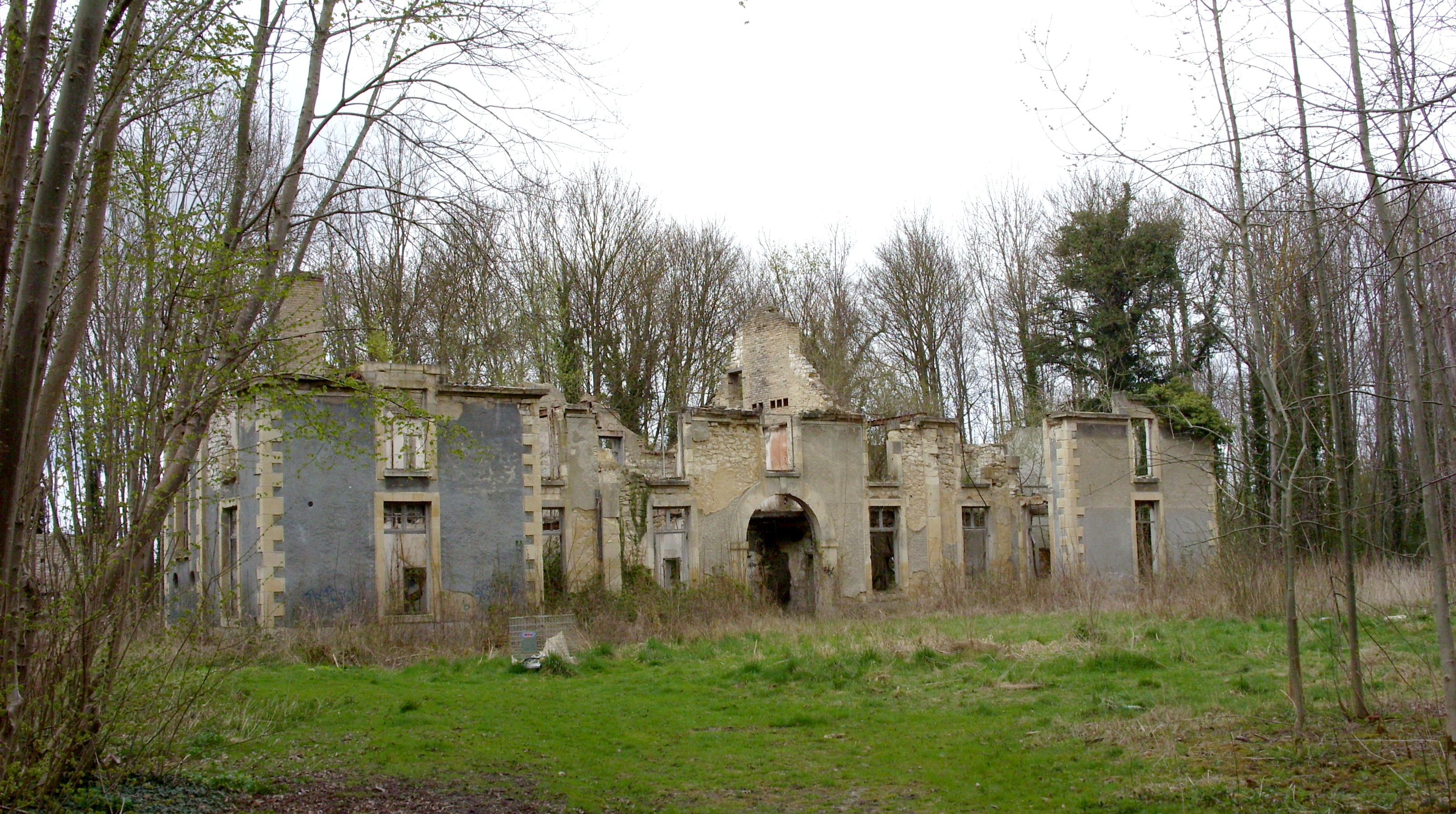
Schloss (La) Malle

## Partnergemeinde
Mit der britischen Gemeinde Robertsbridge in East Sussex (England) besteht eine Partnerschaft.

## Persönlichkeiten
- Jules Martelet (1843–1916), Maler, Akteur der Pariser Kommune